# Novo Hamburgo
Novo Hamburgo är en stad och kommun i Brasilien och ligger i delstaten Rio Grande do Sul. Kommunen ingår i Porto Alegres storstadsområde och hade år 2014 cirka 248 000 invånare.